# Aston Martin DB3
Aston Martin DB3 är en sportvagn, tillverkad av den brittiska biltillverkaren Aston Martin mellan 1951 och 1956.

## Bakgrund
Aston Martin hade startat sin verksamhet som tillverkare av tävlingsbilar till brittiska backtävlingar. Därför var det ingen tvekan om att företaget skulle återuppta tävlingsverksamheten, så snart ekonomin tillät det efter andra världskriget. Aston Martin hade ett utmärkt grundmaterial i DB2:an, med sin W O Bentley-konstruerade motor, men bilen var alltför tung och GT-lik för att passa för seriös racing. Därför kallade man in österrikaren Eberan von Eberhorst, som före kriget konstruerat Auto Unions silverpil Typ D, för att ta fram en tävlingsmodell.

## DB3
Drivlinan hämtades från DB2:an, men motorn trimmades med större förgasare, större ventiler och andra kamaxlar. von Eberhorst hämtade mycket idéer till bilens chassi från silverpilen och bilen byggdes runt en lätt rörram, som kläddes med aluminiumpaneler. Även hjulupphängningarna liknade Typ D:n.
Motorn var alltför svag för den tunga bilen och därför infördes en större 2,9-litersvariant på 163 hk under 1952. Detta var inte tillräckligt och därför började Aston Martin att arbeta med en efterföljare. I samband med detta lämnade von Eberhorst Aston.

## DB3S
Under säsongen 1953 introducerades DB3S. Aston hade lagt ned mycket möda på att minska vikten, men bilen hade även en ny, mer strömlinjeformad kaross.
Under tillverkningstiden vidareutvecklades karossen för att ytterligare minska luftmotståndet, skivbromsar infördes och motoreffekten ökade ständigt.

## Tekniska data
| Tekniska data           | DB3                                                     | DB3S                                                    |
| ----------------------- | ------------------------------------------------------- | ------------------------------------------------------- |
| Motor:                  | Frontmonterad 6-cylindrig radmotor                      | Frontmonterad 6-cylindrig radmotor                      |
| Cylindervolym:          | 2580 cm³                                                | 2922 cm³                                                |
| Borrning x slaglängd:   | 78 x 90 mm                                              | 83 x 90 mm                                              |
| Max effekt vid varvtal: | 140 hk vid 5 200 v/min                                  | 210 hk vid 6 000 v/min                                  |
| Ventilstyrning:         | 2 överliggande kamaxlar, 2 ventiler per cylinder        | 2 överliggande kamaxlar, 2 ventiler per cylinder        |
| Kompression:            | 8,2:1                                                   | 8,7:1                                                   |
| Förgasare:              | 3 Weber                                                 | 3 Weber 45DCO                                           |
| Växellåda:              | 4-växlad manuell                                        | 4-växlad manuell                                        |
| Hjulupphängning fram:   | Dubbla längslänkar, längsgående torsionsstavar          | Dubbla längslänkar, längsgående torsionsstavar          |
| Hjulupphängning bak:    | De Dion-axel med längslänkar, tvärgående torsionsstavar | De Dion-axel med längslänkar, tvärgående torsionsstavar |
| Bromsar:                | Hydrauliska trumbromsar                                 | Hydrauliska skivbromsar                                 |
| Chassi & kaross:        | Rörram med aluminiumkaross                              | Rörram med aluminiumkaross                              |
| Hjulbas:                | 236 cm                                                  | 221 cm                                                  |
| Torrvikt:               |                                                         | 1000 kg                                                 |
| Toppfart:               |                                                         | 210 km/h                                                |

## Tävlingsresultat

### 1951-1952
DB3:an visade sig vara både tung och undermotoriserad. Bilen tog bara en större seger, vid niotimmarsloppet på brittiska Goodwood Circuit 1952.

### Sportvagns-VM 1953
1953 införde FIA ett världsmästerskap för sportvagnar. Samma år började Aston tävla med DB3S. Bilen fick en lysande start, med en andraplats i debuten vid Sebring 12-timmarslopp. Senare under året tog Aston sin första VM-seger, när Peter Collins och Pat Griffith vann RAC Tourist Trophy.
Aston Martin slutade på tredje plats i VM, efter huvudkonkurrenten Jaguar.

### Sportvagns-VM  1954
1954 blev ett uselt år, med en tredjeplats i Buenos Aires 1000 km på Autódromo Oscar Alfredo Gálvez som bästa resultat. I VM slutade Aston Martin på en sjundeplats.

### Sportvagns-VM  1955
1955 kom Aston Martin lite närmare drömmen om en vinst i Le Mans 24-timmars, när Peter Collins och Paul Frère kom in på andra plats, efter en Jaguar. Tillsammans med en fjärdeplats vid RAC Tourist Trophy, räckte det till en femteplats i VM-tabellen.

### Sportvagns-VM  1956
Sportvagnsmästerskapet 1956 innehöll bara fem lopp och vid säsongens slut hittade man Aston Martin på fjärde plats.
Le Mans 24-timmars kördes detta år utanför VM. Peter Collins och Stirling Moss ordnade ännu en andraplats, återigen efter en Jaguar.

### Efter 1956
DB3:ans sista stora framgång kom i Le Mans 24-timmars 1958. Sedan fabriksteamets DBR1:or försvunnit en efter en, tog privatförarna och halvbröderna Peter och Graham Whitehead en andraplats i loppet.